# Om du vill
Om du vill är det svenska dansbandet Larz-Kristerz femte studioalbum som släpptes den 30 september 2009. Skivsläppet skedde den 29 september på Älvdalens Flygfält. En vecka efter skivsläppet hade albumet sålts i 40 000 exemplar, och därmed sålt platina.
Den 9 oktober 2009 toppade det den svenska albumlistan. En vecka senare hade albumet halkat ner till 2:a plats.

## Låtlista
1. The Look
2. Monte Carlo
3. Förr eller senare
4. Half a Boy & Half a Man
5. Man får leva som man lär
6. You Don't Have to Say You Love Me
7. Jackson (duett med Caroline Borg)
8. Om du vill
9. It's Only Rock 'n Roll
10. Du e flickan för mig (The Most Beautiful Girl)
11. Elenore
12. Tårar med smaken av salt
13. I Can't Stop Loving You

## Listplaceringar
| Lista (2009) | Topplacering |
| ------------ | ------------ |
| Sverige      | 1            |

### Fotnoter
1. ↑  www.dt.se om skivsläppet[död länk]
2. ↑  ”www.dt.se om första veckans försäljning”. Arkiverad från originalet den 7 oktober 2009. https://web.archive.org/web/20091007212136/http://www.dt.se/noje/musik/article489578.ece. Läst 7 oktober 2009.
3. ↑  Listplacering Arkiverad 5 mars 2016 hämtat från the Wayback Machine.